# Postulat neutralności
Postulat neutralności – jedno z kryteriów stawianych wobec metod głosowania i innych mechanizmów podejmowania decyzji w teorii wyboru społecznego; jest spełniane, kiedy procedura traktuje tak samo wszystkie brane pod uwagę alternatywy.

## Historia
Kryterium neutralności zostało użyte w twierdzeniu Maya z 1952 i co najmniej od tej pory funkcjonuje w literaturze. Arrow nie korzystał z niego wprost w swoim twierdzeniu, ale było ono implikowane przez inne przyjęte założenia; wspomniał o nim w drugim wydaniu Social Choice and Individual Values. Takie implicite występowanie kryterium było we wczesnej literaturze częste. Sen kwestionował wartość tak rozumianej neutralności, w ramach szerszej krytyki używania czystego utylitaryzmu jako filozoficznej podbudowy teorii wyboru społecznego.

## Opis
Neutralność w znaczeniu stosowanym w teorii wyboru społecznego wymaga, aby wszystkie brane pod uwagę alternatywy były w danej metodzie traktowane równo – by na zwycięstwo miał wpływ tylko ich poziom poparcia i nic innego. Kryterium nie spełniają na przykład procedury wymagające większości kwalifikowanej do zmiany status quo – wyróżniają bowiem aktualnie przyjętą opcję. Kłócą się z nią też niektóre nielosowe reguły rozwiązywania remisów.

### Opis formalny
Neutralność jest definiowana, analogicznie do anonimowości, jako niezależność wyników od permutacji zbioru alternatyw. Zgodnie z notacją Hamana, przy dowolnej permutacji {\displaystyle q} określonej na zbiorze alternatyw {\displaystyle A,} i dla dwóch profili preferencji {\displaystyle \Re =<R_{1},\dots ,R_{n}>} i {\displaystyle \Re '=<R'_{1},\dots ,R'_{n}>,} takich że jeden jest permutacją drugiego, {\displaystyle \forall i\in N,\forall x,y\in A:xR_{i}y\equiv q(x)R'_{i}q(y),} funkcja społecznego wyboru {\displaystyle w(\Re ,B)} spełnia postulat neutralności wtedy i tylko wtedy, gdy {\displaystyle \forall B,\forall x\in B:x\in w(\Re ,B)\equiv p(x)\in w(\Re ',B),} czyli gdy te same opcje wygrywają w obu profilach. Niektóre definicje odwołują się do ogólniejszego pojęcia transformacji zachowujących porządek indywidualnych preferencji.